# Evangelische Kirche (Třinec)

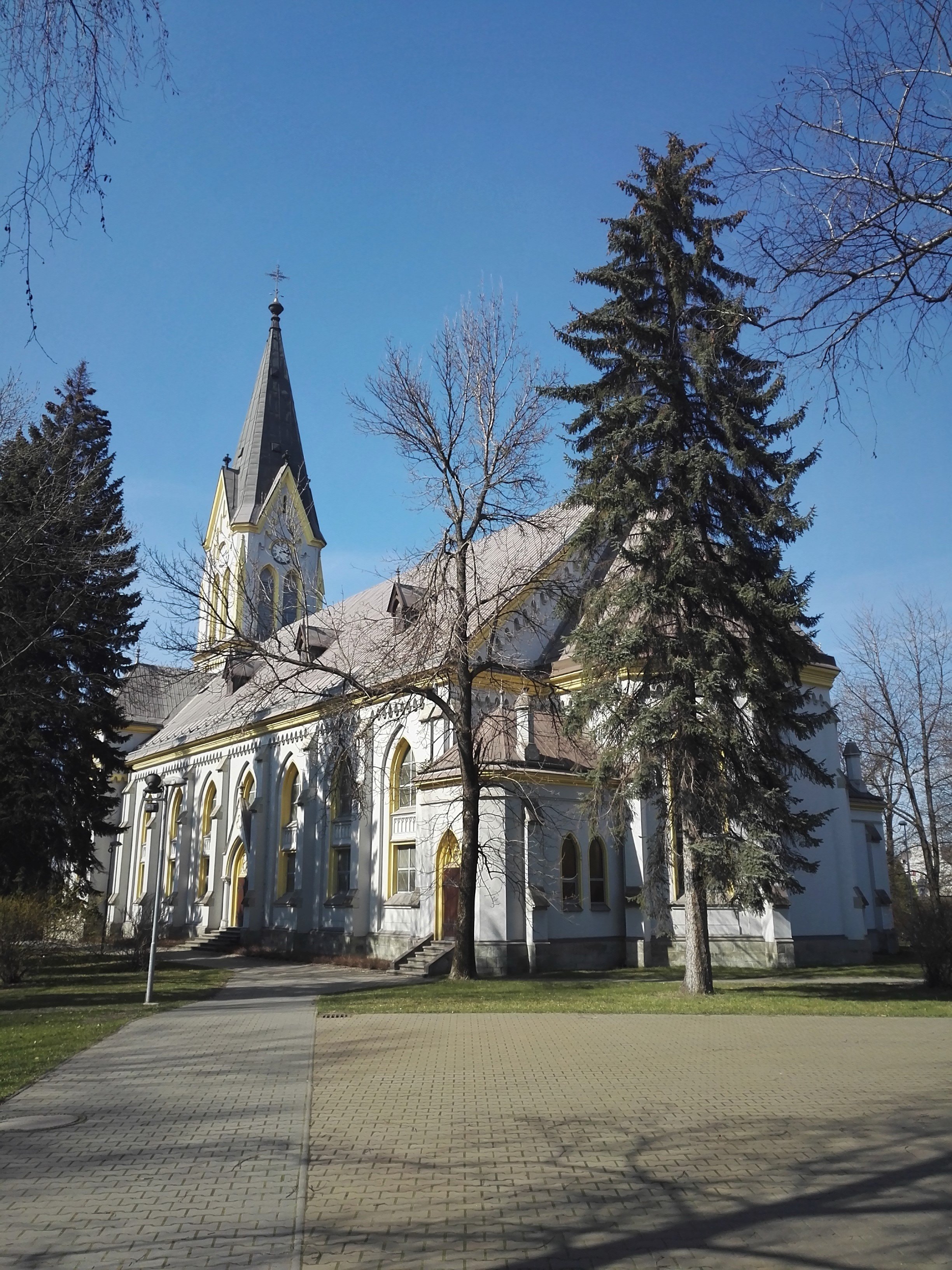
Evangelische Kirche in Třinec

Die Evangelische Kirche ist ein Kirchengebäude in Třinec, einer Stadt in der Mährisch-Schlesischen Region von Tschechien.

## Geschichte
Durch die wirtschaftliche Entwicklung der Eisenindustrie kam es in Trzynietz im mittleren 19. Jahrhundert zu einem vermehrten Zuzug von protestantischen Arbeitern, für die zunächst eine Filialgemeinde der Gnadenkirche Teschen eingerichtet wurde. Nach Fertigstellung eines eigenen Kirchenbaus wurde diese 1902 zur selbständigen Pfarrgemeinde erhoben. Die Kirche selbst wurde in den Jahren 1896–1899 nach Plänen des Wiener Architekten Julius Leisching erbaut. Die Grundsteinlegung der Kirche erfolgte am 21. Juni 1896, ihre Einweihung am 9. Juli 1899. In den Jahren 2011 bis 2013 erfolgte eine Generalrestaurierung der Kirche.

## Architektur
Bei der Třinecer Kirche handelt es sich um neugotische siebenjochige Hallenkirche mit vorgesetztem Turmbau und einer polygonalen Apsis. Die mit Emporen versehenen, von gusseisernen Säulen getragenen  Seitenschiffe sind flachgedeckt, das Mittelschiff und der Altarraum sind mittels einer in den Dachstuhl reichenden Tonnenwölbung erhöht.

## Ausstattung
Altar und Kanzel wurden nach Entwurf des Architekten Theodor Prüfer aus Berlin von dem Kunsttischler Robert Hanel aus Nové Jičín hergestellt. Das Altarbild der Auferstehung Christi wie auch und die beiden seitlichen Statuen der Apostel Petrus und Paulus sind das Werk des aus Teschen stammenden Bildhauers Jan Raszka. Nach ihrer Fertigstellung erhielt die Kirche eine Orgel der Firma Rieger Orgelbau aus Jägerndorf. Das ursprüngliche Geläut aus drei Glocken fiel der Metallabgabe im Ersten Weltkrieg zum Opfer und wurde 1923 durch die heute vorhandenen Glocken ersetzt.